# 長尾元太郎
長尾 元太郎（ながお もとたろう、1874年（明治7年）11月2日 - 1935年（昭和10年）3月28日）は、明治から昭和前期の林業家・農業経営者・地主・実業家・政治家。衆議院議員、貴族院多額納税者議員、岐阜県武儀郡菅田町長。

## 経歴
岐阜県武儀郡、のちの沙田村（菅田村、菅田町、益田郡金山町を経て現下呂市金山町）で、素封家・長尾四郎右衛門の長男として生まれ、1916年（大正5年）家督を相続した。慶應義塾、東京高等商業学校（現一橋大学）で学んだ。
帰郷して農業、林業を営む。また、大垣銀行監査役、美濃銀行取締役、濃飛農工銀行取締役、岐阜不動産取締役、菅田町農会長、同町教育会長、武儀郡教育会員、岐阜県農事協会理事などを務め、小作制度の改善などに尽力した。
政界では、菅田町会議員、同町長を務めた。1915年（大正4年）3月、第12回衆議院議員総選挙に岐阜県郡部から無所属で出馬して初当選。1917年（大正6年）4月の第13回総選挙では憲政会所属で出馬して再選され、立憲同志会などに所属して衆議院議員に連続2期在任した。1925年（大正14年）岐阜県多額納税者として貴族院多額納税者議員に互選され、同年9月29日に就任し、同成会に所属して活動し1932年（昭和7年）9月28日まで1期在任した。